# Homosexualität in Usbekistan

Geografische Lage von Usbekistan

Homosexualität in Usbekistan ist verboten.

## Legalität
Homosexualität ist zwischen Männern in Usbekistan verboten. Nach Artikel 120 des usbekischen Strafgesetzbuches kann der freiwillige Geschlechtsverkehr zwischen Männern mit einer Haftstrafe bis zu drei Jahren bestraft werden. Die weibliche Homosexualität wird vom usbekischen Strafgesetz nicht verboten und ist erlaubt.
Homosexualität und LGBT-Rechte sind in der usbekischen Gesellschaft ein soziales Tabu. Dieses Thema wird in der öffentlichen Diskussion und den Medien nicht thematisiert. Laut Islam Karimov, dem ehemaligen Präsidenten Usbekistans, sind homosexuelle Beziehungen für Usbeken abscheulich und die westliche Demokratie, die solche Beziehungen zulässt, befleckt die „moralische Reinheit“ der usbekischen Kultur.

## Antidiskriminierungsgesetze
Ein gesetzlicher Diskriminierungsschutz aufgrund der sexuellen Orientierung besteht nicht. Der UN-Menschenrechtsrat hat in seiner letzten Bewertung der Lage der Menschenrechte in Usbekistan festgestellt, dass es keine Bestrebungen innerhalb der usbekischen Politik gibt, Homosexualität unter Männern in naher Zukunft zu dekriminalisieren.